# Устимівська сільська рада (Семенівський район)
Устимівська сільська рада — колишній орган місцевого самоврядування у Семенівському районі Полтавської області з центром у c. Устимівка.
Населення — 2153 осіб.

## Населені пункти
Сільраді були підпорядковані населені пункти:
- c. Устимівка
- с. Вербки
- с. Герасимівка
- с. Єгорівка
- с. Малинівка
- с. Шепелівка